# Цилиц
Цилиц (њем. Zielitz) општина је у њемачкој савезној држави Саксонија-Анхалт. Једно је од 35 општинских средишта округа Берде. Према процјени из 2010. у општини је живјело 1.982 становника. Посједује регионалну шифру (AGS) 15083580.

## Географски и демографски подаци
Цилиц се налази у савезној држави Саксонија-Анхалт у округу Берде. Општина се налази на надморској висини од 38 метара. Површина општине износи 11,4 km². У самом мјесту је, према процјени из 2010. године, живјело 1.982 становника. Просјечна густина становништва износи 174 становника/km².